# Катеринівська сільська рада (Мар'їнський район)
| Катеринівська сільська рада — колишній орган місцевого самоврядування у Мар'їнському районі Донецької області з адміністративним центром у с. Катеринівка. Сільській раді були підпорядковані населені пункти: - с. Катеринівка - с. Антонівка |

## Склад ради
Рада складалася з 16 депутатів та голови.

## Керівний склад сільської ради
| ПІБ                             | Основні відомості                                                         | Дата обрання | Дата звільнення |
| ------------------------------- | ------------------------------------------------------------------------- | ------------ | --------------- |
| Вербицький Володимир Васильович | Сільський голова, 1958 року народження, освіта, член Партії регіонів      | 26.03.2006   | 31.10.2010      |
| Мелюс Володимир Ілліч           | Сільський голова, 1951 року народження, освіта вища, член Партії регіонів | 31.10.2010   |                 |

Примітка: таблиця складена за даними джерела